# Walckenaeria pyrenaea
Walckenaeria pyrenaea este o specie de păianjeni din genul Walckenaeria, familia Linyphiidae. A fost descrisă pentru prima dată de Denis în anul 1952.
Este endemică în Franța. Conform Catalogue of Life specia Walckenaeria pyrenaea nu are subspecii cunoscute.